# Amphinemura wui
Amphinemura wui är en bäcksländeart som först beskrevs av Peter Walter Claassen 1936.  Amphinemura wui ingår i släktet Amphinemura och familjen kryssbäcksländor. Inga underarter finns listade i Catalogue of Life.